# Kim Chong-in
Dans ce nom coréen, le nom de famille, Kim, précède le nom personnel.
Kim Chong-in (김종인, né le 11 juillet 1940 à Siheung, en Corée occupée par le Japon) est un économiste et homme politique sud-coréen.

## Biographie
Kim Chong-in est diplômé de l'université Hankuk des études étrangères avec une qualification en langue allemande et un doctorat ès Sciences économiques de l'université de Münster en Allemagne.
Il a été professeur de l'université Sogang et président du conseil de la KB Kookmin Bank, la plus grande banque privée de Corée.

## Parcours politique
En 2016, il devient le président de la Commission de la Planification d'urgence du Parti Minju, en remplaçant Moon Jae-in, pour préparer les prochaines élections.
Il devient le président par intérim du parti Pouvoir au peuple en mai 2020.